# فيصل المسفر
فيصل المسفر( 15 فبراير 1956 - 10 يوليو 2016 ) ممثل و مخرج كويتي شارك في العديد من الأعمال التلفزيونية والإذاعية